# Маркус Ріва
Мікеліс Лякса (латис. Miķelis Ļaksa; нар. 2 жовтня 1986, Талсі, Латвійська РСР), відомий як Маркус Ріва (латис. Markus Riva) – латвійський співак, продюсер, актор, ведучий та ді-джей.
Ріва працював на Capital FM як ді-джей та пише музику для різноманітних телешоу. Серед творчих натхненників він згадує таких артистів, як Бейонсе, Робін та Вуді Аллен.

## Кар'єра

### 2014—2023:Dziesma,SupernovaтаX Faktors
Маркус Ріва неодноразово був учасником латвійського національного відбору на Пісенний конкурс «Євробачення». Його перша участь була у національному відборі Dziesma 2014 з піснею «Lights On», з якою він пройшов до фіналу та посів 11-е місце. У 2015 році Ріва випустив свій перший сингл російською мовою «Таты», кліп на який зняв режисер Алан Бадоєв. Того ж року він потрапив на відбір Supernova з піснею «Take Me Down», яка посіла 2-е місце у фіналі. У 2016 році Ріва зайняв 3-є місце у півфіналі з піснею «I Can», однак, він не потрапив у першу двійку ні в голосуванні журі, ні в телеголосуванні, тим самим не пройшовши до фіналу.
З 2017 року — ведучий X Faktors, латвійської версії The X Factor. Того ж року Маркус знову взяв участь у Supernova, цього разу з піснею «Dynamite». Він не зміг кваліфікуватися з другого заїзду, фінішувавши на шостому місці. У 2018 році співак знову брав участь у відборі з піснею «This Time». Спочатку було оголошено, що він не пройшов у свій півфінал, однак через технічні проблеми під час голосування він пройшов би замість пісні Ritvars «Who's Counting», тому обидві пісні були кваліфіковані до фіналу. У фіналі Ріва зайняв 5-е місце. У 2019 році він брав участь у Supernova з піснею «You Make Me So Crazy» та посів 2-е місце у фіналі. У 2020 році Маркус повернувся з піснею «Impossible», написаною у співавторстві з Амінатою, однак його не відібрали для участі після раунду прослуховування. Співак повернувся на Supernova у 2022 з піснею «If You're Gonna Love Me», але не пройшов у фінал. У фіналі Supernova 2023, його пісня «Forever» посіла 4-е місце.

#### Участь у латвійському національному відборі на «Євробачення»
| Конкурс        | Пісня                     | Фінал                       | Бали                        | Півфінал                    | Бали                        |
| -------------- | ------------------------- | --------------------------- | --------------------------- | --------------------------- | --------------------------- |
| Dziesma 2014   | «Lights On»               | 11-е                        | 20                          | 5-е                         | 18                          |
| Supernova 2015 | «Take Me Down»            | 2-е                         | 15750                       | Кваліфікатор журі           | Кваліфікатор журі           |
| Supernova 2016 | «I Can»                   | Не вдалося кваліфікуватися  | Не вдалося кваліфікуватися  | 3-є                         | 2909                        |
| Supernova 2017 | «Dynamite»                | Усунений з другого заїзду   | Усунений з другого заїзду   | Усунений з другого заїзду   | Усунений з другого заїзду   |
| Supernova 2018 | «This Time»               | 5-е                         | 10                          | 2-е                         | 4                           |
| Supernova 2019 | «You Make Me So Crazy»    | 2-е                         | 6                           | 3-є                         | 6                           |
| Supernova 2020 | «Impossible»              | Вибув після прослуховування | Вибув після прослуховування | Вибув після прослуховування | Вибув після прослуховування |
| Supernova 2022 | «If You're Gonna Love Me» | Не вдалося кваліфікуватися  | Не вдалося кваліфікуватися  | Не виявлено                 | Не виявлено                 |
| Supernova 2023 | «Forever»                 | 4-е                         | 14                          | Не виявлено                 | Не виявлено                 |
| Supernova 2025 | «Bigger than This»        | 8-е                         | 6                           | Не виявлено                 | Не виявлено                 |

## Дискографія

### Студійні альбоми
- Ticu (2009)
- Songs from NYC (2010)
- How It Feels (2013)
- MR (2015)
- I CAN (2018)
- Laika Upe (2019)

### Сингли
- «Fire» (2013)
- «We Dance for Reason» (2014)
- «Lights On» (2014)
- «Forever» (2014)
- «Take Me Down» (2014)
- «Таты» (2015)
- «Красива сильно» (разом з Артуром Деннісом) (2015)
- «Take Me Away» (2015)
- «I Can» (2016)
- «Love Me Harder» (2016)
- «Laika Upe» (2016)
- «Ты влюблена» (2016)
- «Saucu Tevi Vēl» (2016)
- «Река любви» (2016)
- «Dynamite» (2017)
- «Девушка с глянца» (2017)
- «Ko sirds mana jūt» (2017)
- «Южные ветра» (разом з Артуром Деннісом) (2017)
- «Не зови» (2017)
- «Kā būs, tā būs» (2017)
- «This Time» (2017)
- «Ziemassvētkos» (2017)
- «Куда ночь заведёт» (2018)
- «Не відпускай» (разом з Мятою) (2018)
- «Nevaru Tā» (2018)
- «Свадхистхана» (2018)
- «Last Dance» (разом з Амінатою) (2018)
- «По венам алкоголь» / «You Make Me So Crazy» (2018)
- «Es Tev Šodien Teikšu Jā» (разом з Інтарсом Бусулісом та Рейнісом Сеянсом) (2019)
- «Kamēr Vien Mēs Esam» (разом з Динарою Рудане) (2019)
- «Ты пьёшь мою кровь» (2019)
- «Не владею собой» (2019)
- «Пьяная голая» (2019)
- «Impossible» (2020)
- «If You're Gonna Love Me» (2022)